# 博納旺蒂爾島
博纳旺蒂尔岛（法語：Île Bonaventure），又譯波納文徹爾島，位于加拿大魁北克省，是魁北克省立自然公园。
该岛屿位于圣劳伦斯湾（Gulf of St. Lawrence），距离魁北克半岛（Quebec's Gaspé Peninsula）南部海岸线约3.5公里（2.2英里），距离Percé村庄东南方向约5公里（3.1英里）。岛屿形状大致为圆形，面积为4.16平方公里（1.61平方英里）。
岛上有四条步行径以及一条反映了该岛繁荣过去的历史小径。

## 历史
博纳旺蒂尔岛和佩尔塞（Percé）一样，是新法兰西早期的季节性渔港之一，与Nicolas_Denys的家族有关。来自爱尔兰南部的定居者于1790年代初期来到这里。来自泽西岛的Peter Du Val 于1819年前在第一块土地上建立了一家渔业公司。虽然人口达到顶峰，但公司一直持续到了1845年。
加拿大和美国于1916年签署的《1916年候鸟保护协定》，似该岛在1919年成为候鸟迁徙的保护区。魁北克省于1971年通过征收法案获得了整个岛屿的所有权并驱逐了岛上全部居民。当时大约有35个家庭被迫搬迁到别处。后来，魁北克省将其与佩尔塞巨石合，并于1985年建立了博纳旺蒂尔岛和佩尔塞巨石国家公园。作为世界上最大且最易达到的鸟类保护区之一，博纳旺蒂尔岛是一个主要的旅游目的地，每年5月至10月都有船只和岛屿的旅游活动。
皇家加拿大海军的航空母舰“邦纳文彻”号（HMCS Bonaventure CVL-22）就是以这座岛屿命名的。

## 鸟类
据记录，有超过218种鸟类在博纳旺蒂尔岛上觅食、迁徙或生活。
博纳旺蒂尔岛上最常见的鸟类是北极信天翁。该岛是世界上最大的北极信天翁群落之一，在2011年有51,700对北极信天翁在此繁殖。岛上还有数量众多的黑脚海燕和普通海鸦。在博纳维尤岛上还可以观察到燕鸥、黑掌海鹦、银鸥、大黑背鸥、海鸦、勒奇氏风暴燕、大鸬鹚、双冠鸳鸯、大西洋海鹦、北方山雀和黑极北柳莺。

## 诗歌地标
博纳旺蒂尔岛一直是许多艺术家和诗人的重要灵感来源。超现实主义作家安德烈·布勒东在写作小说《Arcane 17》期间(1944年)逗留在佩尔塞时曾表示，他从不会厌倦观赏该岛的鸟类。该岛持续吸引着画家和作家的到来：美国画家Frederick James、法德混血儿克莱尔和伊万·戈尔。到了60年代，一些艺术家会在岛上过夏天，并与爱尔兰和诺曼人后裔的当地居民一起度过整个夏季，其中最著名的是自然学家William Du Val。这些受启发的访客中有画家Jacques Hurtubise和Kittie Bruneau，雕塑家 Morton Rosengarten 以及诗人 Michaël La Chance。在20世纪70年代，艺术家和地主都被驱逐出了该岛。